# Кучер, Олег Николаевич
Олег Николаевич Кучер (17 ноября 1971) — советский и украинский футболист, тренер и функционер.

## Игровая карьера
Воспитанник ровненского футбола. Первый тренер — Владимир Полищук.
В составе ровненского «Вереса» дебютировал в 1991 году во второй лиге чемпионата СССР, а уже в следующем году с этой командой завоевал место в высшей лиге чемпионата Украины. Олег Кучер был одним из лидеров «Вереса» образца 1993 года, который в августе-сентябре по очереди победил в чемпионате высшей лиги «Днепр» (2:1), «Металлист» (4:0) и «Шахтёр» (2:0), завершив первый круг на четвёртом месте. Эта же команда 5 декабря того года выбила по сумме двух матчей из розыгрыша Кубка Украины киевское «Динамо», 0:0 в Ровно и 1:1 в Киеве.
Через год, когда игроки стали покидать «Верес», из команды ушёл и Кучер. Сначала в «Буковину», а затем в «Металлист» Михаила Фоменко.
Принял участие «в вытаскивании харьковского Металлиста из болота первой лиги». В харьковском клубе провёл 7 сезонов, из которых 5 — в высшей лиге.
Когда зимой 2004 года стало известно, что в Харькове на Кучера больше не рассчитывают, Олег принял предложение Романа Покоры перейти в «Николаев», который боролся за сохранение места в первой лиге. В этом же дивизионе выступал и «Металлист». 13 апреля 2004 года в матче против своей бывшей команды Олег был одним из лучших на поле. Матч завершился вничью 0:0.
Доиграв до конца года в николаевской команде, Кучер завершил профессиональную карьеру. Далее играл чемпионате Ровненской области в командах ОДЕК и «Волынь-Цемент».

## Тренерская карьера
В ходе областного сезона 2008 года, когда ОДЕК неудачно сыграл со здолбуновским «Волынь-Цементом» и ровненским «Химиком», руководство клуба назначило главным тренером игрока ОДЕКа Олега Кучера. В оржевском клубе проработал до 2012 года.

## Карьера функционера
В декабре 2012 года был назначен заместителем главы Ровненской областной федерации футбола.